# Austropetalia victoria
Austropetalia victoria är en trollsländeart som beskrevs av Frank Louis Carle 1996. Austropetalia victoria ingår i släktet Austropetalia och familjen Austropetaliidae. IUCN kategoriserar arten globalt som nära hotad. Inga underarter finns listade i Catalogue of Life.